# Acció Regional Extremenya
Acció Regional Extremenya (AREX) va ser un partit polític espanyol fundat al novembre de 1976. El seu àmbit territorial es corresponia amb la regió d'Extremadura.

## Ideologia
En la seva assemblea fundacional celebrada en Guadalupe (Càceres) va plantejar la seva aspiració de constituir-se com un partit definit pels caràcters de "autòcton, extremeny, independència, regionalisme i socialdemocràcia, rebutjant tant el sucursalisme d'altres grups o partits nacionals, com els extremismes de qualsevol signe".

## Història
El seu congrés fundacional va tenir lloc a Mèrida (Badajoz) al març de 1977, resultant escollit secretari general del partit el llavors Director General de Política Interior Enrique Sánchez de León. El partit va quedar definit en els seus estatuts com "un partit demòcrata i social d'actitud progressista i reivindicativa per a la promoció integral d'Extremadura".
L'abril del 1977 es va integrar en la coalició Unió de Centre Democràtic (UCD) liderada per Adolfo Suárez, amb la qual es van presentar a les eleccions generals de 1977. Sánchez de León va encapçalar la candidatura al Congrés de la coalició a la província de Badajoz, mentre que Juan Rovira Tarazona, un altre dels dirigents d'AREX, va encapçalar la candidatura per Càceres, sent tots dos escollits diputats i les seves candidatures les més votades en ambdues províncies. Després d'aquestes eleccions el president del govern Suárez va nomenar Sánchez de León Ministre de Sanitat d'Espanya, càrrec en el qual va romandre durant tota la legislatura constituent.
La desaparició formal d'AREX va tenir lloc a l'octubre de 1978, quan després del I Congrés de la UCD, aquesta organització passa d'estar estructurada com a coalició de partits a convertir-se en un partit unificat, integrant a tots els petits partits que havien constituït la coalició.
En les eleccions generals de 1979 tots dos dirigents van tornar a encapçalar les respectives llistes provincials de la UCD, sent novament les candidatures més votades. Després d'una nova victòria electoral a nivell nacional, va anar en aquesta ocasió Rovira Tarazona qui va ser nomenat Ministre de Sanitat.
El 1980 un grup antics militants d'AREX liderats pel senador Pedro Cañada Castillo van abandonar la UCD per constituir Extremadura Unida, partit que ha estat des de llavors el principal referent del regionalisme extremeny.